# Sport in Valle d'Aosta
Di seguito sono riportati i maggiori impianti sportivi, le più importanti società sportive della Valle d'Aosta, con un elenco delle personalità sportive più rappresentative.

## Strutture

### Stadi
- Stadio Mario Puchoz, ad Aosta;
- Stadio Perucca, a Saint-Vincent;
- Centro sportivo Montfleury, ad Aosta;
- Palaindoor, in regione Tzambarlet, ad Aosta

### Palaghiaccio

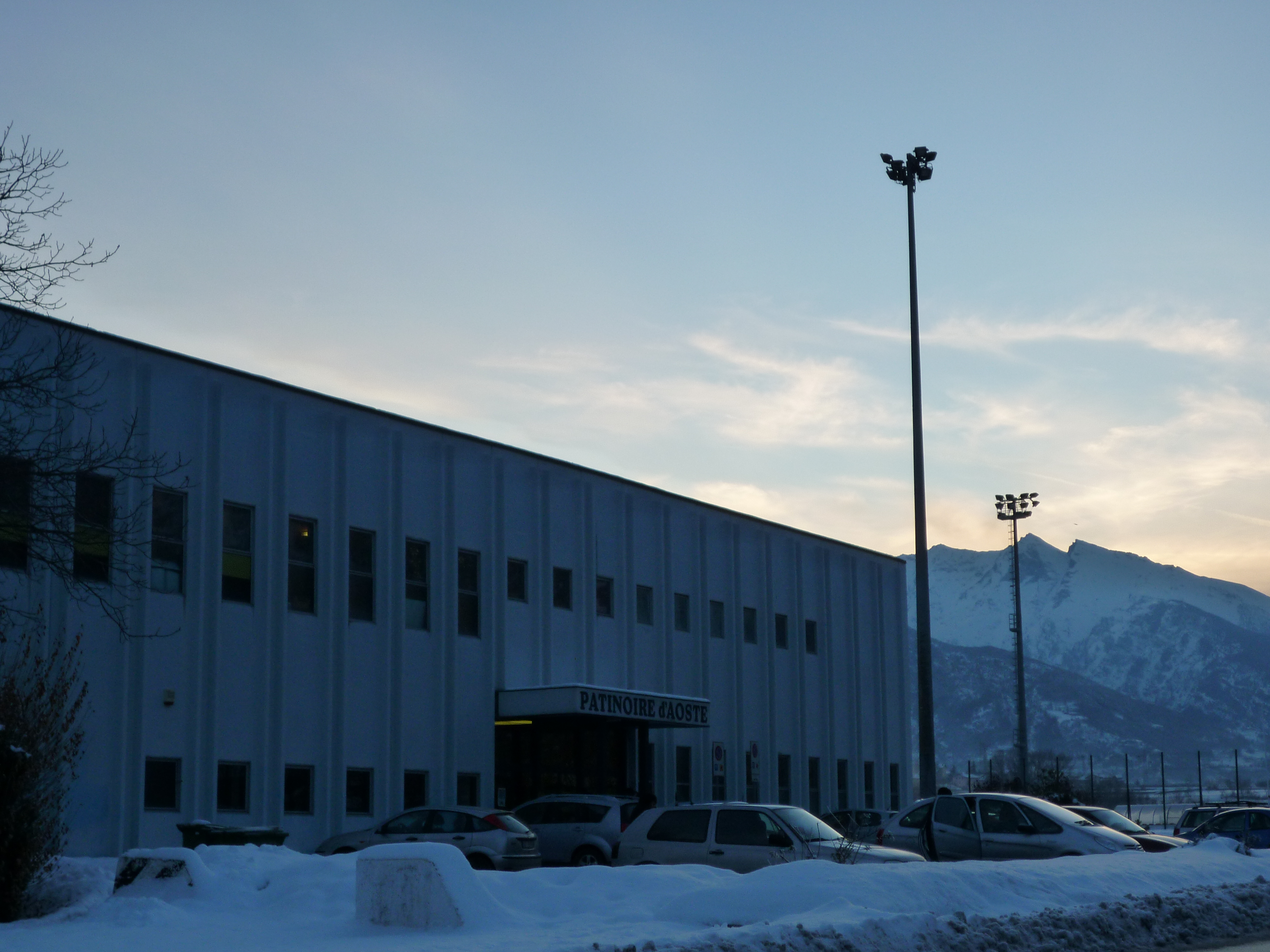
Il palaghiaccio (Patinoire, in francese) di Aosta, a Tzambarlet

- Palaghiaccio di Courmayeur;
- Palaghiaccio di Aosta

### Campi da rugby
- Centro sportivo comunale, in regione Tzambarlet, ad Aosta

### Piscine
- Gressoney Sport Haus, in località Tschoarde, a Gressoney-Saint-Jean;
- Piscine pubbliche comunali a: Aosta (coperta e scoperta), Pré-Saint-Didier e Verrès;
- Piscina dell'Unité des Communes valdôtaines Grand-Combin, in località Chez-Roncoz, a Gignod (localmente conosciuta come piscina di Variney);
- Piscine del Club des sports a Valtournenche e a Pont-Saint-Martin.

## Principali società sportive

### Arti marziali
- Yomi Shin Tai

### Baseball
- Aosta Bugs, ad Aosta

### Calcio
Le origini del calcio in Valle d'Aosta risalgono al 1911 quando ad Aosta venne fondata l’Augusta Prætoria Sports, che divenne l’A.S. Aosta nel 1931. Diventata U.S. Aosta, fallì nel 1998, per poi essere rifondata nel 2021. Nel frattempo l'U.S. Valle d'Aosta Châtillon Saint-Vincent Fenusma (Fénis - Nus - Saint-Marcel), fondata nel 1997, acquisendo il titolo sportivo dell’U.S. Châtillon Saint-Vincent, partecipa al C.N.D. e nel 2000 diventa il Valle d'Aosta Calcio. Nel 2010 retrocede in Eccellenza e fallisce. Negli anni seguenti il calcio valdostano è stato principalmente rappresentato, a fasi alterne, dal Saint-Christophe Vallée d'Aoste, dal Châtillon Saint-Vincent, dall'Aygreville, dal Vallée d'Aoste Charvensod e infine dal Pont Donnaz Hône Arnad Évançon (P.D.H.A.E.).
| Pos. | Società                                | I livello | II livello | III livello | IV livello | Totale | Stagione 2024-2025 |
| ---- | -------------------------------------- | --------- | ---------- | ----------- | ---------- | ------ | ------------------ |
| 1    | Aosta                                  | -         | -          | 6           | 17         | 23     | Seconda Categoria  |
| 2    | PDHAE - Pont Donnaz Hône Arnad Évançon | -         | -          | -           | 4          | 4      | Eccellenza         |
| 3    | Saint-Christophe Vallée d'Aoste        | -         | -          | -           | 2          | 2      | Seconda Categoria  |
| 4    | Saint-Vincent Châtillon                | -         | -          | -           | -          | 0      | Seconda Categoria  |
| 5    | Valle d'Aosta                          | -         | -          | -           | -          | 0      | Non esistente      |

### Calcio a 5 (Futsal)
- Aosta Calcio a Cinque
- Valtournenche Calcio a 5

### Hockey su ghiaccio
- Les Aigles du Mont Blanc, a Courmayeur (non più attiva)
- Hockey Club CourmAosta, a Courmayeur (non più attiva)
- Hockey Club Aosta, ad Aosta.
- Hockey Club Girls Project, sezione femminile dei Gladiators

### Pattinaggio artistico
- H.I.L Artistique Vallée d'Aoste

### Rugby
- Stade Valdôtain Rugby

### Pallacanestro
- Basket Pont Donnas, a Pont-Saint-Martin;
- Atomic Flies Basket, a Châtillon;
- Rouge et Noir Basket, ad Aosta;
- Monte Emilius UISP, ad Aosta;
- SBK Sport Be Kulture Basket, ad Aosta

### Pallamano
- Pallamano Vallée d'Aoste

### Pallavolo
- Volley Olimpia Aosta
- CCS Cogne Aosta
- Volley Grand Combin

### Pallanuoto
- Nuoto Club Valle d'Aosta Libertas
- Aosta Nuoto
- Aqua Team Aosta
- Centro Nuoto Saint-Vincent
- Centro Nuoto Valle d'Aosta
- Rari Nantes Vallée d'Aoste

## Sport tradizionali

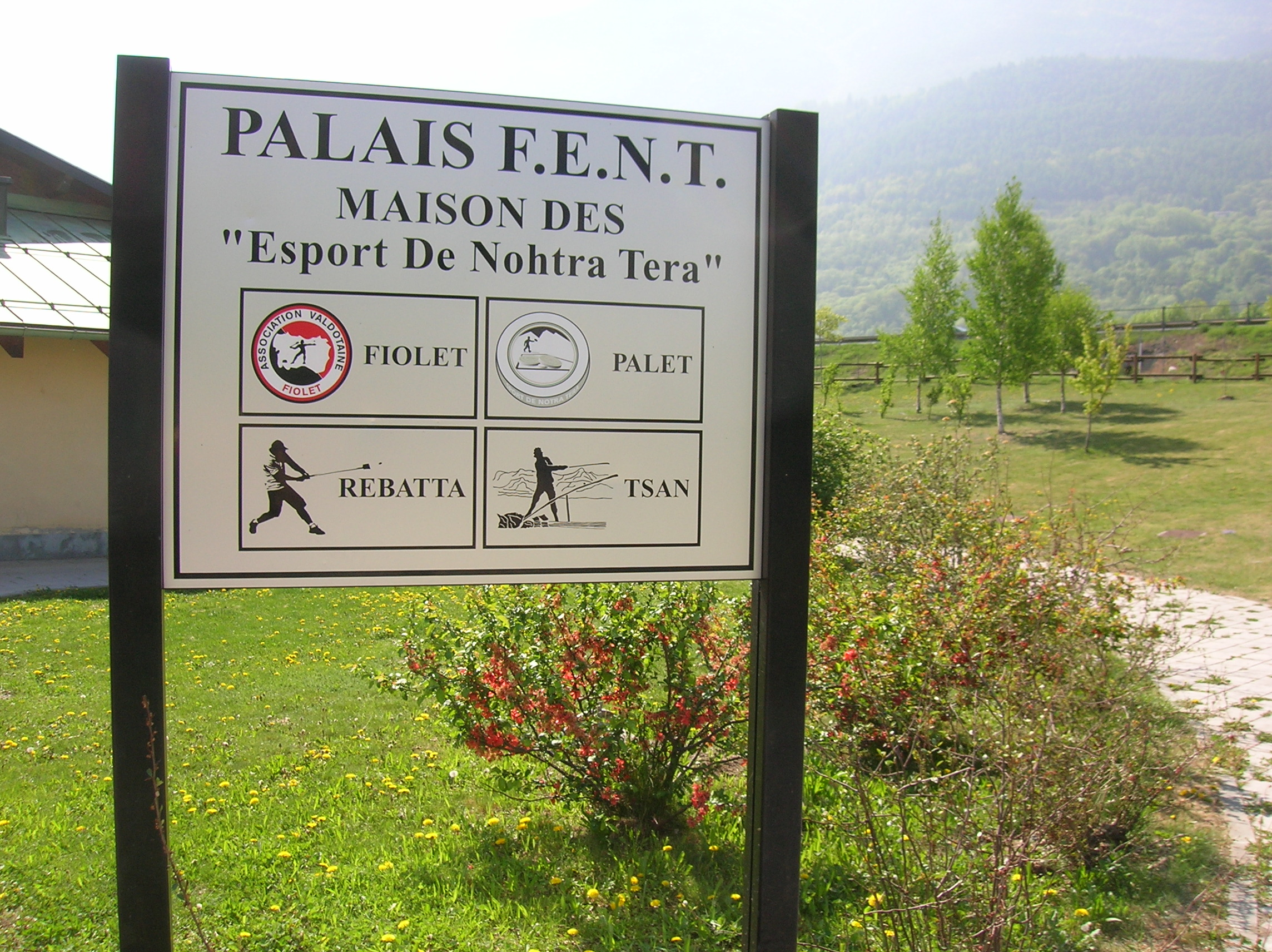
Cartello presso il Palais F.E.N.T. (Fédérachon Esports de Nohtra Téra) sugli sport tradizionali, in località Les Îles, Brissogne.

Il patrimonio culturale valdostano è caratterizzato anche dalla pratica di quattro principali sport tradizionali:
- lo tsan
- il fiolet
- la rebatta
- il palet

Tali sport sono giocati in aree geografiche precise: mentre lo tsan è maggiormente praticato nei comuni centro-orientali della Valle d'Aosta, il fiolet occupa un'area che si estende poco oltre la Valdigne. Il palet valdostano è abbastanza distribuito su tutta la regione, mentre la rebatta è localizzata da nord a sud nella fascia centrale della Valle d'Aosta. Questa situazione a macchia di leopardo deriva sia dall'abbandono progressivo dei giochi popolari che da una parziale ripresa negli ultimi decenni, e fotografa solo lo stato delle sezioni attualmente iscritte alle rispettive federazioni, dando scarsamente conto delle zone d'origine tradizionali o dei luoghi in cui si gioca ancora in maniera spontanea senza partecipare ai campionati. In questo modo, i dati in nostro possesso ci dicono che mentre in alcuni comuni si gioca uno, al massimo due sport tradizionali, con la sola eccezione di Saint-Christophe in cui sono praticati tutti e quattro, altri comuni "periferici" non sono toccati dalla pratica degli sport popolari, così come in un paio di comuni centrali in cui non sono state rinnovate le sezioni.

Diffusione della rebatta nella Valle d'Aosta (dati aggiornati al 2011)
Diffusione dello tsan nella Valle d'Aosta (dati aggiornati al 2011)
Diffusione del palet valdostano nella Valle d'Aosta (dati aggiornati al 2011)
Diffusione del fiolet nella Valle d'Aosta (dati aggiornati al 2011)

Secondo gli studi dell'etnologo Arnold van Gennep ripresi dal valdostano Pierre Daudry gli sport popolari tradizionali sono giochi in origine diffusi in tutta l'Europa occidentale che derivano da riti agropastorali ancora più antichi di cui si è perso il significato:
(Pierre Daudry, cit., pp. 30-31)
 Tra le caratteristiche che potrebbero essere indizi di un'origine rituale vi sono:
1. la periodicità annuale (giochi di lancio di palline erano diffusi a livello europeo e particolarmente importanti nel periodo primaverile (o pasquale), forse un rimando ai riti agresti del risveglio della natura;
2. prove di forza e abilità in cui i giovani dei diversi gruppi sociali legati al territorio (del clan, oggi del villaggio o del comune) si possono sfidare per mostrare il loro valore
3. fraternizzazione tra vincitori e vinti a finale a bere o mangiare insieme, forse a ricordo di cerimonie con banchetti e rituali magici;
4. fino a pochi anni fa il gioco si svolgeva sempre sullo stesso campo: per secoli le località in cui era permesso giocare sono state sempre le stesse, ulteriore sostegno dell'ipotesi che "prima di diventare giochi agonistici talune attività appartenevano alla categoria delle cerimonie rituali.

### Tsan

La battuta (tchatsa) nello tsan

Le squadre di tsan della Valle d'Aosta si trovano nei comuni di:
Antey-Saint-André, Ayas, Brisma (Brissogne e Saint-Marcel), Brusson, Challand-Saint-Anselme, Challand-Saint-Victor, Chambave, Châtillon, Emarèse, Fénis, Montjovet, Nus, Pollein, Pontey, Quart, Roisan, Saint-Christophe, Saint-Denis, Saint-Vincent, Torgnon, Valtournenche, Verrayes

### Fiolet

Il giocatore di fiolet Daniele Olivier, tra i protagonisti del Baton d'Or

I comuni in cui si gioca a fiolet sono: Allein, Aosta, Avise, Charvensod, Etroubles, Gignod, La Salle, La Thuile, Morgex, Oyace, Saint-Christophe, Saint-Rhémy-en-Bosses, Saint-Oyen, Sarre, Valpelline.

### Rebatta

Gioco della rebatta.

Le Sezioni dell'Associazione Valdostana Rebatta coincidono con i comuni di residenza dei giocatori e indicano di fatto il territorio in cui è praticato ufficialmente il gioco e in cui si svolgono i campionati. Le sezioni aderenti all'Associazione sono: Aosta, Aymavilles, Bionaz, Charvensod, Cogne, Doues, Gignod, Gressan, Introd, Ollomont, Pollein, Saint-Christophe, Sarre, Valpelline.

### Palet valdostano

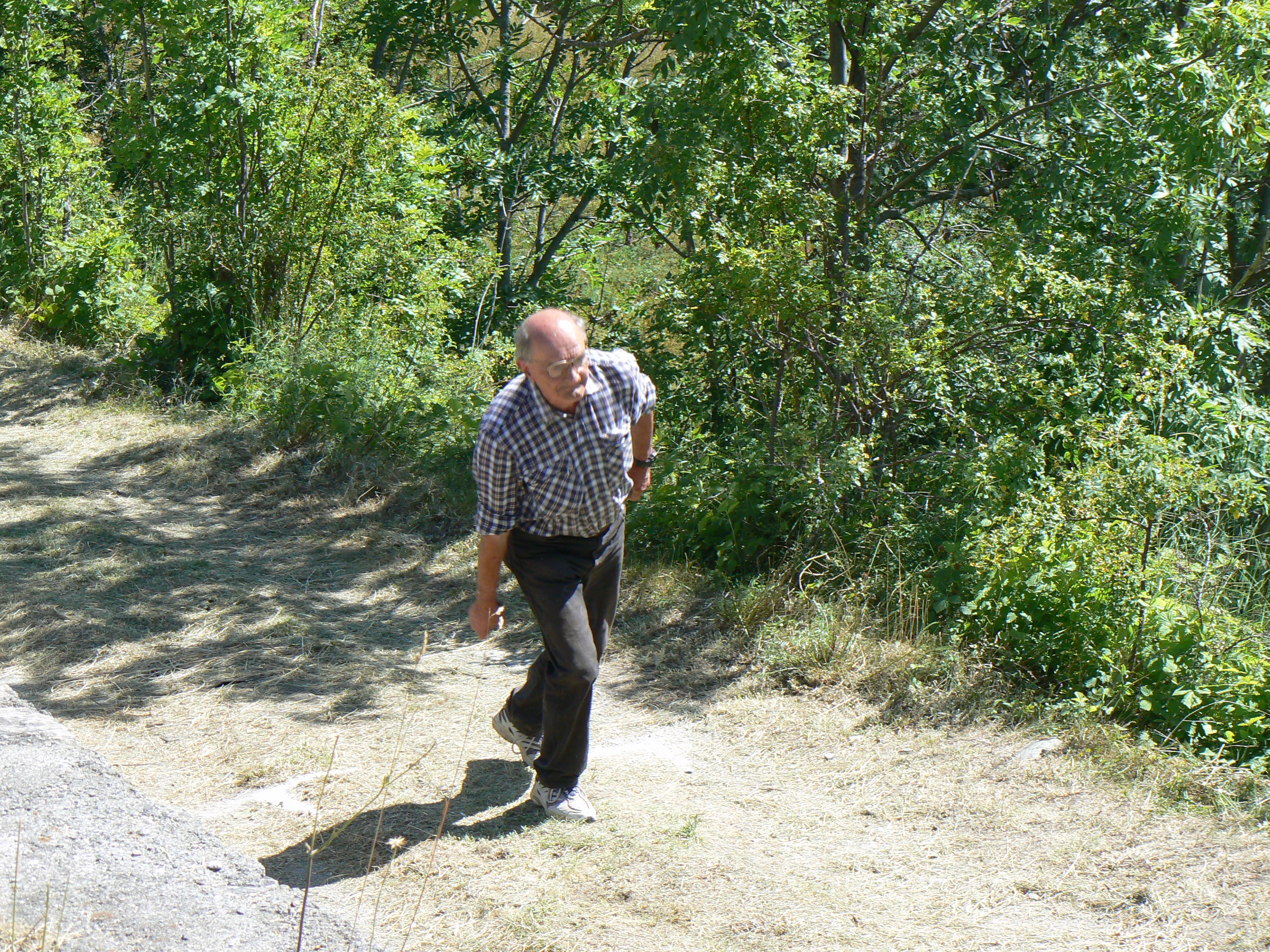
Il gioco del palet valdostano

Le sezioni di palet valdostano sono presenti nei seguenti comuni: Antey-Saint-André, Arnad, Arvier, Aymavilles, Brissogne, Chambave, Champdepraz, Châtillon, Cogne, Courmayeur, Donnas, Doues, Gressan, Introd, Issogne, La Magdeleine, La Salle, La Thuile, Montjovet, Morgex, Nus, Pontey, Pré-Saint-Didier, Quart, Rhêmes-Saint-Georges, Saint-Christophe, Saint-Denis, Saint-Pierre, Saint-Vincent, Torgnon, Valsavarenche, Valtournenche, Verrayes, Verrès, Villeneuve.

### Altri giochi
- La pétanque;
- Una variante delle Bocce chiamata Rouotta a Lillianes[5] e Rouletta a Chambave[6], in cui i giocatori, spesso indossando il costume tradizionale, cercano di avvicinare la propria boccia al pallino imitando i gesti del giocatore precedente.
- A partire dagli anni settanta[7] si è diffuso anche in Valle d'Aosta il gioco tradizionale dei carretti a sfera, in patois valdostano tsaretoun, oggi praticato durante il campionato regionale estivo.

### Giochi scomparsi
Sono numerosi i giochi popolari scomparsi lungo l'arco alpino e in particolare in Valle d'Aosta nel corso degli ultimi secoli. Pierre Daudry ricorda il gioco detto Caillà, un tempo praticato dai pastori e dagli abitanti di Antagnod e Lignod, nell'alta Val d'Ayas, mentre gli armenti si trovavano in alpeggio, che non è che una variante del gioco diffuso tra le popolazioni alpine e non solo detto trouya (da truie, buco), gioco a terra e rito agropastorale al tempo stesso.

## Alpinismo

### Personalità e istituzioni
- Personalità: Jean-Antoine Carrel, Jean-Joseph Maquignaz, Jules Guédoz, Émile Rey, Abele Blanc, Adolphe Rey, Joseph Petigax, Laurent Croux, Renato Chabod, Hervé Barmasse, Amilcar Crétier, César Ollier e Alexis Brocherel.

In valle sono presenti undici società di guide alpine:
- Saint-Christophe: Guide Alpine di Aosta
- Arnad: Compagnie des guides d'Arnad
- Breuil-Cervinia: Società Guide del Cervino
- Cogne: Guide Alpine di Cogne
- Champoluc: Società Guide di Champoluc - Ayas
- Courmayeur: Società Guide Alpine di Courmayeur
- Valsavarenche: Guide Alpine del Gran Paradiso
- Gressoney-La-Trinité: Guide alpine di Gressoney - Monte Rosa
- La Thuile: Guide Alpine Rutor - La Thuile
- Valgrisenche: Guide Alpine di Valgrisenche
- Étroubles: Compagnie des Guides du Valpelline et du Grand-Saint-Bernard

### I rifugi
Rifugio Vittorio Emanuele II - Rifugio Arbolle - Rifugio Città di Mantova - Rifugio Quintino Sella - Rifugio Quintino Sella al Felik - Capanna Regina Margherita - Capanna Giovanni Gnifetti - Rifugio Alpenzù - Rifugio Guide di Ayas - Rifugio Ottorino Mezzalama - Rifugio Grand Tournalin - Rifugio Aosta - Rifugio Prarayer - Rifugio Nacamuli al Col Collon - Rifugio Crête Sèche - Rifugio Guido Barbustel - Lac-blanc - Rifugio Dondena - Rifugio Vittorio Sella - Rifugio Sogno di Berdzé al Péradzà - Rifugio Walter Bonatti - Rifugio Giorgio Bertone - Rifugio Elena - Rifugio Monte Bianco - Rifugio Torino - Rifugio Alberto Deffeyes - Rifugio Oratorio di Cunéy - Rifugio Gian Federico Benevolo - Rifugio Chalet de l'Épée - Rifugio Federico Chabod - Rifugio Guide del Cervino - Rifugio Jean-Antoine Carrel - Rifugio Duca degli Abruzzi all'Oriondé - Rifugio Teodulo - Rifugio Barmasse - Rifugio degli Angeli al Morion - Rifugio Mario Bezzi - Rifugio Maison Vieille

## Competizioni
Segue un elenco delle principali competizioni a livello regionale.

### Ciclismo
- Giro della Valle d'Aosta

### Skyrunningetrail running(Corsa in montagna)
- Grand Trail Valdigne, in cinque comuni della Valdigne;
- Marcia degli Alpini - Memorial Leonardo Follis, nel comune di Gaby;
- Marcia del Dondeuil, nel comune di Issime;
- Ville d'Aoste Skyrace (Aosta - Becca di Nona), nei comuni di Aosta e Charvensod;
- Mezzalama Skyrace, nell'alta val d'Ayas
- Pontboset Skyrace, nel comune di Pontboset
- Tor des Géants, lungo l'Alta via n. 1 e n. 2 della Valle d'Aosta
- Tour des Combins, nei comuni di Saint-Rhémy-en-Bosses, Etroubles e Saint-Oyen e nei comuni svizzeri (Canton Vallese) dell'alta Val d'Entremont.
- Ultra-Trail du Mont-Blanc, nel comune di Courmayeur, e nei comuni svizzeri (Canton Vallese) e francesi (Alta Savoia) confinanti.

### Sci alpinismo
- Trofeo Mezzalama, tra l'alta val d'Ayas e l'alta valle del Lys
- Marciagranparadiso, nell'alta val di Cogne
- Tour du Rutor, nel comune di Arvier

### Rally
- Rally della Valle d'Aosta

### Pallavolo
- Trofeo Valle d'Aosta

### Tennis
- Valle d'Aosta Open